# Cystopteris fragilis
El culantrillo blanco o helecho perejil (Cystopteris fragilis) es una planta perteneciente a la familia Cysto Pteridaceae, el nombre del género proviene del griego “kystis” (vejiga) y “pteris” (helecho), mientras que la especies está dada por su aparente delicadeza.

## Clasificación y descripción
Rizoma: rastrero, corto, no se extiende más allá de los brotes jóvenes;  frondes: de hasta 47 cm de largo, con arreglo cespitoso; pecíolo: de 1/3 a 1/2 del tamaño total del fronde, de color café rojizo, con escamas en la base, glabro o con pelos glandulares dispersos; lámina: de 9-20 x 4-8 cm, bipinnada a tripinnada pinnatifida de forma ovado lanceolado; raquis: glabros a pubescentes con pelos glandulares; pinnas: de 7-15 pares, de 1-4 cm de largo, delgadas, pero de más de 2 células de ancho; soros: redondeados; indusio: con forma de capucha, glabro.

## Distribución
Casi todo México, con excepción de Sonora, Baja California y la Península de Yucatán; su distribución abarca otros continentes como África, Asia y Europa, y en Sudamérica (en la Patagonia).

## Ambiente
Habita en bosques diversos y selvas húmedas.

## Estado de conservación
No se encuentra sujeta a ningún estatus de conservación.